# (7211) Xerxès
Pour les articles homonymes, voir Xerxès.
(7211) Xerxès, désignation internationale (7211) Xerxes, est un astéroïde de la ceinture principale.

## Description
(7211) Xerxès est un astéroïde de la ceinture principale. Il fut découvert le 25 mars 1971 à l'observatoire Palomar par Cornelis Johannes van Houten, Ingrid van Houten-Groeneveld et Tom Gehrels. Il présente une orbite caractérisée par un demi-grand axe de 2,80 UA, une excentricité de 0,16 et une inclinaison de 9,1° par rapport à l'écliptique.